# Maki Miyamae
Maki Miyamae (del japonés: 宮前真樹 ‘Miyamae Maki’). (n. 16 de enero de 1973 en Tōkamachi, Prefectura de Niigata, Japón) es una actriz, cantante, modelo y ex-ídol japonesa, activa en la década de los 90. Fue miembro del grupo ídol CoCo.

## Biografía
Debutó en el programa televisivo Paradise GoGo!!, producido por Fuji Television en 1989. Ese mismo año se unió a CoCo. Se caracterizó con los fanes por mantener su cabello corto, mientras estuvo activa con este. 
En 1992 interpretó el tema: "Yume he no Position", derivado del ost "Theme of Chun-Li" utilizado en el juego Street Fighter II.
Tras disolverse el grupo, lanzó un sencillo llamado: Psychogalvanometer junto a Erika Haneda. En los años posteriores liberó algunos Photobooks y tuvo apariciones en algunos programas de tv. En el año 2004 anunció que se tomaría un descanso del mundo del espectáculo.
Estudió gastronomía y en 2008 retomó sus actividades con el lanzamiento de su blog, donde toca temas sobre la elaboración de comida.

## Actualidad
El 4 de octubre de 2010 abrió su propio restaurante, localizado en Aoyama, llamado; AFE・RESUTAURANT M.NATURE AOYAMA.

## Vida personal
Contrajo nupcias en 2018 con el fotógrafo Keita Haginiwa.

## Datos Personales
- Apodo: Makibaa (まきぼー)
- Tipo de Sangre: A
- Estatura: 162cm
- Peso: 40kg
- Calzado: 23cm
- Color Favorito: Blanco
- Comida Favorita: Chocolate, Sandía, Butou, Arroz Blanco
- Comida que no le gusta: Zanahorias, Tofu Refrigerado
- Flor Favorita: Girasol
- Perfume Favorito: The Body Shop's Ananya
- Pasatiempos: Elaborar Pasteles, Cocinar
- Habilidades especiales: Ballet

## Singles
- [1992.12.16] Yume e no Position (Chun-Li Theme)

## PhotoBooks
- [1993] Bagus!
- [1995] BREAK
- [1995] candied
- [1999] VANILLA

## Filmografía
- [1995] Heart ni S
- [1997] Inagawa Junji no Kyoufu Monogatari
- [1998] Kinugawa Ryojou Dorama Mou Ichido
- [1998] Toshi no Sa Couple Keiji
- [2001] Kankei! Dangeki Goichigousama
- [2002] Mama Masshagura!